# Dětská psychiatrická nemocnice Opařany
Dětská psychiatrická nemocnice Opařany se nachází v obci Opařany v okrese Tábor. Je největší dětskou psychiatrickou nemocnicí v České republice. Zařízení je příspěvkovou organizací a jejím zřizovatelem je Ministerstvo zdravotnictví. Léčí se zde děti od 3 do 18 let.

## Historie
Areál nemocnice se rozkládá v barokním areálu bývalého opařanského zámku (původně jezuitského kláštera), jehož stavba byla započata pražskými jezuity v roce 1717 a dokončena v roce 1727. Po zrušení jezuitského řádu připadl majetek v roce 1773 studijnímu fondu. Po čtrnáctileté proluce byl majetek přesunut pod správu náboženského fondu. V roce 1825 panství v dražbě získala kněžna Quidobaldina Paarová.
Až v roce 1889 byl majetek zakoupen zemským výborem a určen k psychiatrické péči o dospělé. Provoz léčebny pro dospělé byl zahájen 1.9.1887. Psychiatrická péče o dospělé byla roku 1924 nahrazena dětskou psychiatrií.
Dětská psychiatrická nemocnice byla v roce 2024 oceněna, za program pro chronicky sebevražedné adolescenty, Národní psychiatrickou cenou Vladimíra Vondráčka.

## Současnost

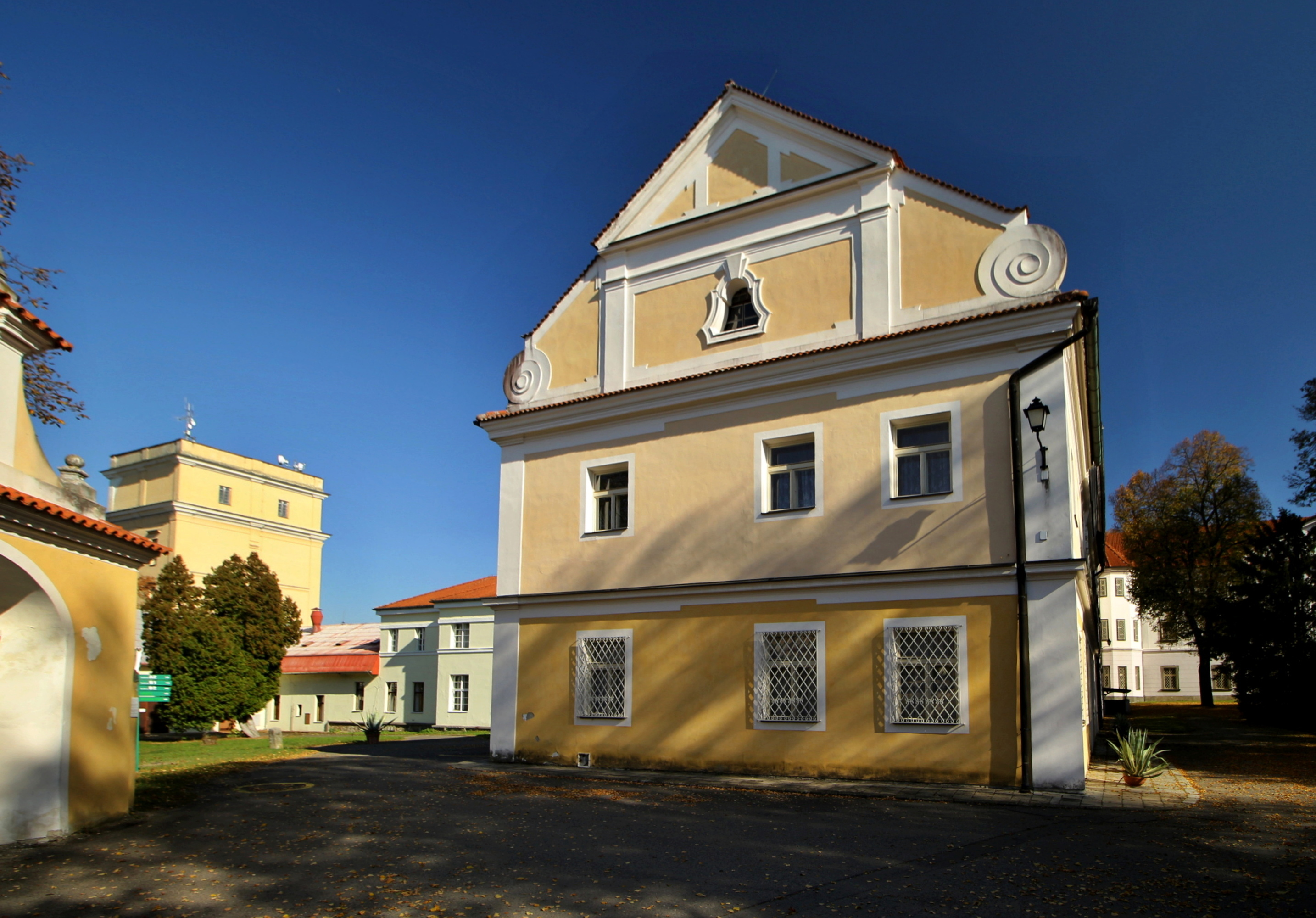
Bývalé zámecké budovy dnes slouží pro pacienty léčebny.

V současném areálu čítajícím 27 staveb je ambulantní i lůžková část a četné komplementární služby. Dětským pacientům zařízení zajišťuje komplexní péči jak pro akutní stavy, tak i pro stavy vyžadující dlouhodobější hospitalizaci.
Od roku 2005 působí v zařízení Řád svatého Lazara.
Památkově chráněné jako kulturní památky jsou následující části areálu:
- brána Markétka - barokní brána s freskou v jejím štítě zobrazující sv. Markétu jak hází srp do žita [6]
- pavilon A - nejstarší budova areálu, strop refektáře je vyzdoben freskovými malbami a bohatými štuky[6]
- vodárenská věž - dodnes sloužící zásobárna vody o výšce 26,3m[6]